# Northrop F-89 Scorpion
Northrop F-89 Scorpion byl americký proudový stíhací letoun pro operace za každého počasí. Byl prvním letounem, který byl vyzbrojen jadernou zbraní určenou pro vzdušný boj, kterou byla neřízená střela s jadernou hlavicí Douglas AIR-2 Genie.

## Vývoj
Scorpion byl vyvíjen na základě specifikací amerického letectva, požadujících noční stíhací letoun, poháněný proudovými motory, který by nahradil typ Northrop P-61 Black Widow. Specifikace obdržely společnosti Bell Aircraft Corporation, Consolidated-Vultee (Convair), Douglas Aircraft, Goodyear, Northrop a Curtiss-Wright.
Northrop svůj letoun vyvíjel pod označením N-24. Vznikl středoplošník se štíhlým trupem a přímým křídlem. Poháněly ho dva motory Allison J35 s přídavným spalováním. Měl být vybaven radarem a vyzbrojen šesti 20mm kanóny v dálkově ovládané věži na přídi. Stavba dvou prototypů byla objednána v prosinci 1946.

## XP-89
První prototyp XP-89 (46-678) vzlétl ze základny Muroc pilotován Fredem C. Bretcherem 16. srpna 1948. Byl vybaven decelerony, dvoudílnými křidélky, které mohly být roztaženy od sebe a fungovat tak i jako aerodynamické brzdy. Tento vynález firmy Northrop je dodnes používán u typu Northrop B-2 Spirit. Prototyp poháněla dvojice motorů Allison J35-A-13 o tahu 17,78 kN. 22. února 1950 byl během 102. letu v důsledku flutteru (třepetání) ocasních ploch ztracen při havárii. Zkušební pilot Charles Tucker se zachránil na padáku, zkušební inženýr A. A. Turton zůstal ve změti trosek.
Dlouhou dobu se zdálo, že v celé soutěži bude úspěšnější konkurenční projekt Curtiss XF-87 Blackhawk, ale F-89 ho porazil při leteckých testech. Druhý prototyp vzlétl 27. června 1950 pilotován Johnem J. Quinnem a byl označen YF-89A (46-679). Zabudovaná dvojice motorů Allison J35-A-21 dávala po 23,11 kN tahu. V prodloužené přídi již nesl radiolokátor AN/APG-33 a výzbroj šesti kanónů T-31/M-24 ráže 20 mm.

## F-89A
O výrobě Scorpionů bylo rozhodnuto v lednu 1949, první sériový F-89A (49-2431) byl zalétán továrním pilotem Quinnem 25. září 1950. První kusy F-89A vstoupily do operační služby v září 1950. Měly radar AN/APG-33 a výzbroj šesti 20mm kanónů. Dálkově ovládaná věž byla vypuštěna z důvodů hmotnosti a naopak na konce křídla byly přidány přídavné nádrže po 1 100 litrech paliva. Na podkřídelních závěsnících mohly nést 16 kusů 125mm neřízených raket, nebo až 1 455 kg pum. Celkem jich bylo vyrobeno 18 kusů. Později byly upraveny na bezpilotní letouny DF-89A.

## F-89B
Verze F-89B se od předchozí varianty lišila použitou avionikou. F-89B dosáhly ještě před koncem roku 1951 plného operačního statusu u 78. přepadové stíhací skupiny na základně Hamilton. Měly ovšem potíže s motory J35-A-21A a dalšími systémy a byly ve výrobě rychle nahrazeny verzí C. Později byly vyrobené kusy upraveny na bezpilotní letouny DF-89B.

## F-89C

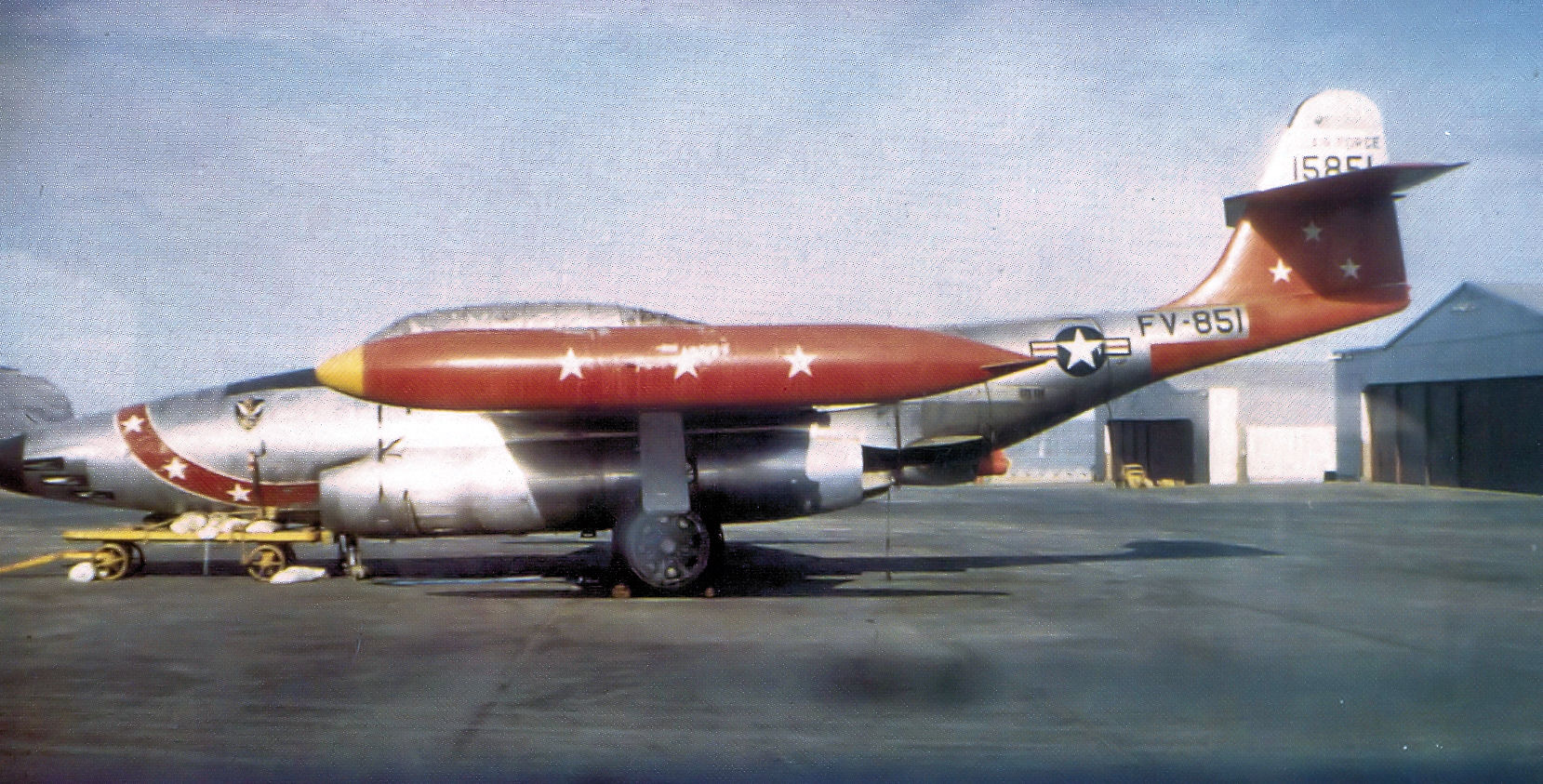
74th Fighter-Interceptor Squadron, Northrop F-89C-40-NO Scorpion (51-5851), Presque Isle AFB, Maine, 1954

První let sériového "céčka" připadl na 18. září 1951. I verze F-89C měla neustále potíže s pohonnými jednotkami a dokonce byly u jejich křídel objeveny strukturální nedostatky, které vedly k výměně křídel 194 vyrobených kusů variant A, B a C. Nepomohlo ani použití nových pohonných jednotek. Výroba probíhala v blocích F-89C-1,-5 a -10 s motory J35-A-21, -15 a -20 s motory J35-A-21A, -25 a -30 se zabudovanými J35-A-33, poslední bloky -35 a -40 obdržely motory J35-A-33A s tahem po 24,89 kN.

## F-89D
F-89D byla hlavní výrobní variantou Scorpionu. První kus YF-89D poprvé vzlétl 23. října 1951 ze základny Edwards a vstoupil do služby v roce 1954. Varianta F-89D už neměla kanóny a místo nich dostala nový střelecký systém Hughes E-6 a radar AN/APG-40 s počítačem AN/APA-84. Novou výzbroj tvořily dvě raketnice 70mm neřízených střel FFAR Mighty Mouse, kterých nesly celkem 104 kusů. Rakety byly umístěny v přední části přídavných nádrží na koncích křídla. Celkem bylo postaveno 682 kusů. Střely měly dosah 1800 metrů a vysoce explozivní hlavici. Rakety bylo možné odpálit najednou či ve dvou, nebo třech dávkách. F-89D se mimo USA vyskytovaly na základně Thule Air Base v Grónsku u 74. přepadové stíhací letky.

## F-89E, F-89F a F-89G
Varianty F-89E a F-89F měly pohánět nové proudové motory, ale nebyly nikdy realizovány. Přestavbou z letounu F-89C (50-752) vznikl jen prototyp YF-89E s motory Allison YJ71-A-3 o tahu po 31,11 kN bez přídavného spalování. Další nerealizovaná verze, F-89G, měla mít střelecký systém Hughes MA-1 a řízené střely vzduch-vzduch AIM-4 Falcon, podobně jako přepadový stíhač Convair F-102 Delta Dagger.

## F-89H

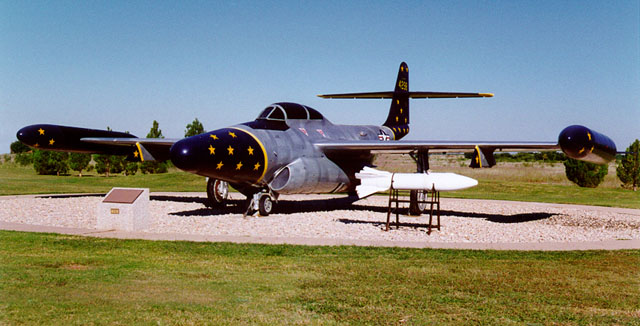
F-89H (54-0298), Dyessova letecká základna, Texas, USA

Následující verze F-89H poprvé vylétla v roce 1959. Měla střelecký systém Hughes E-9, podobně jako první verze F-102 Delta Dagger a nesla na koncích křídla masivní závěsníky pro šest řízených střel Hughes AIM-4A/C/E Falcon. Tři z nich měly poloaktivní hlavici a tři infračervenou hlavici. Navíc nesly 42 neřízených střel FFAR. Všech 60 vyrobených letounů verze H létalo s motory Allison J35-A-35. Kvůli potížím s palebným systémem se vstup verze H do služby oddaloval, až ho výkony překonala nová generace nadzvukových strojů. Proto byly vyřazeny už v roce 1959.

## F-89J

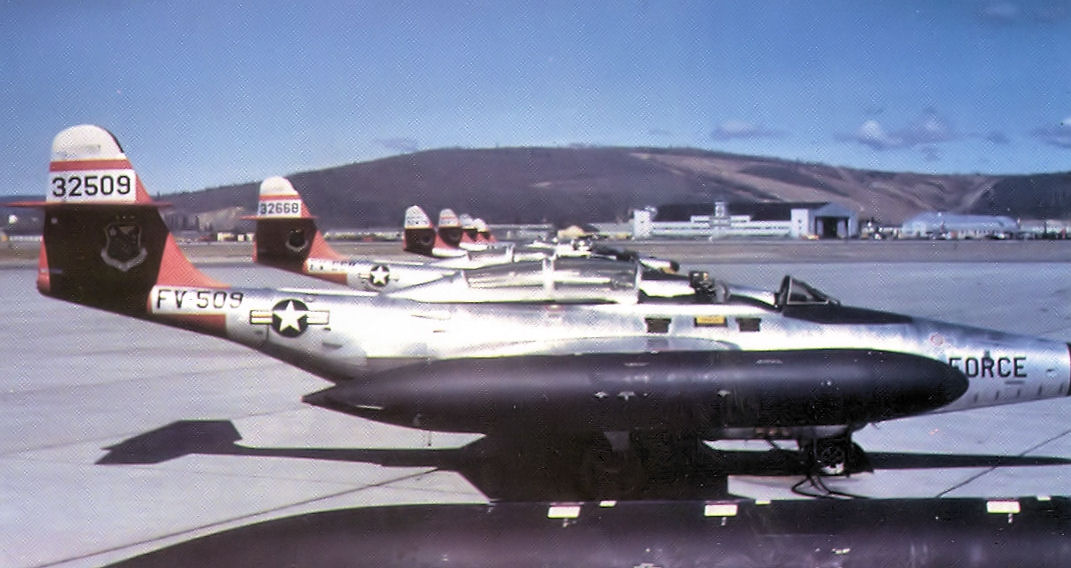
F-89J (53-2509), 449. FIS, Ladd AFB, Aljaška, USA

Poslední variantou byla F-89J. Byly to upravené F-89D a měly místo standardních konců křídla, které mohly nést řízené střely či přídavné nádrže, pouze pevné přídavné nádrže. Navíc ale měly pod každou polovinou křídla pylon pro zavěšení řízené střely AIR-2 Genie s jadernou hlavicí (někdy byla nahrazena čtyřmi Falcony).
F-89J (53-2547) byl jediným letounem, který doopravdy vystřelil jadernou neřízenou střelu Genie. Během pokusu John, který byl součástí Operace Plumbbob, byla 19. července 1957 jedna ostrá hlavice použita. Letoun, ze kterého byl odpal proveden, je dodnes uchován v muzeu Montana Air National Guard v Great Falls v Montaně. Osádku tvořili letci Al Barbie a Hutch Hutchinson.
Varianta F-89J nebyla stavěna nově, ale všechny kusy F-89J byly upravené F-89D. Celkem jich bylo upraveno 350 kusů. Z letectva byly vyřazeny v roce 1959 a z Národní gardy v roce 1969.

## Zachované kusy

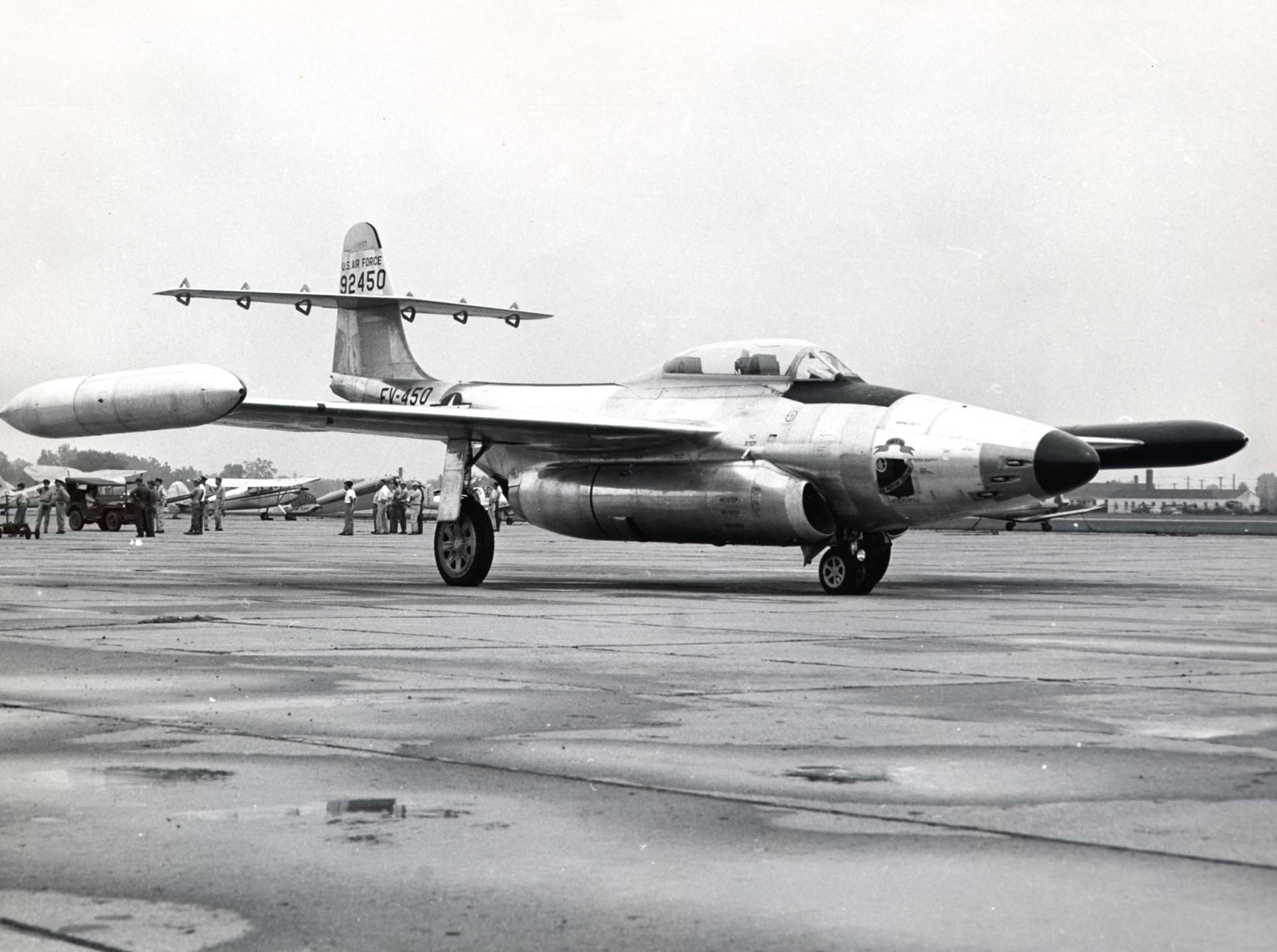
Northrop F-89B (49-2450), letecká základna Eglin, Florida, USA

Dodnes se v USA zachovalo 19 kusů F-89.
- F-89B (s/n 49-2434) – USAF History and Traditions Museum, San Antonio, stát Texas.

- F-89D (s/n 52-1862) – Tyndall Air Park, letecká základna Tyndall, stát Florida.

- F-89D (s/n 52-1959) – Air Force Test Center Museum, letecká základna Edwards, stát Kalifornie.

- F-89D (s/n 53-2463) – Museum of Aviation, letecká základna Warner Robbins, stát Georgie.

- F-89D (s/n 53-2494) – Vermont Air National Guard, Burlington, stát Vermont.

- F-89H (s/n 54-0298) – Dyess Linear Air Park, letecká základna Dyess, stát Texas.

- F-89H (s/n 54-0322) – Hill Aerospace Museum, letecká základna Hill, stát Utah.

- F-89H – Minnesota Air Guard Museum, Minneapolis, stát Minnesota.

- F-89J (s/n 52-1911) – National Museum of the United States Air Force, letecká základna Wright-Patterson, Dayton, stát Ohio.

- F-89J (s/n 52-1927) – Castle Air Museum, Atwater, stát Kalifornie.

- F-89J (s/n 52-1941) – Peterson Air & Space Museum, letecká základna Peterson, stát Colorado.

- F-89J (s/n 52-1949) – March Field Air Museum, Riverside, stát Kalifornie.

- F-89J (s/n 52-2129) – Air Power Park and Museum, Hampton, stát Virginie.

- F-89J (s/n 53-2463) – Museum of Aviation, letecká základna Warner Robbins, stát Georgie.

- F-89J (s/n 53-2465) – North Dakota Air National Guard, Fargo, stát Severní Dakota.

- F-89J (s/n 53-2547) – Montana Air National Guard, Great Falls, stát Montana. Tento letoun provedl pokusný odpal jaderné střely Genie.

- F-89J (s/n 53-2610) – Air Force Armament Museum, letecká základna Eglin, stát Florida.

- F-89J (s/n 53-2674) – Pima Air & Space Museum, Tucson, stát Arizona.

- F-89J – AirVenture Museum, Oshkosh, stát Wisconsin.

## Specifikace

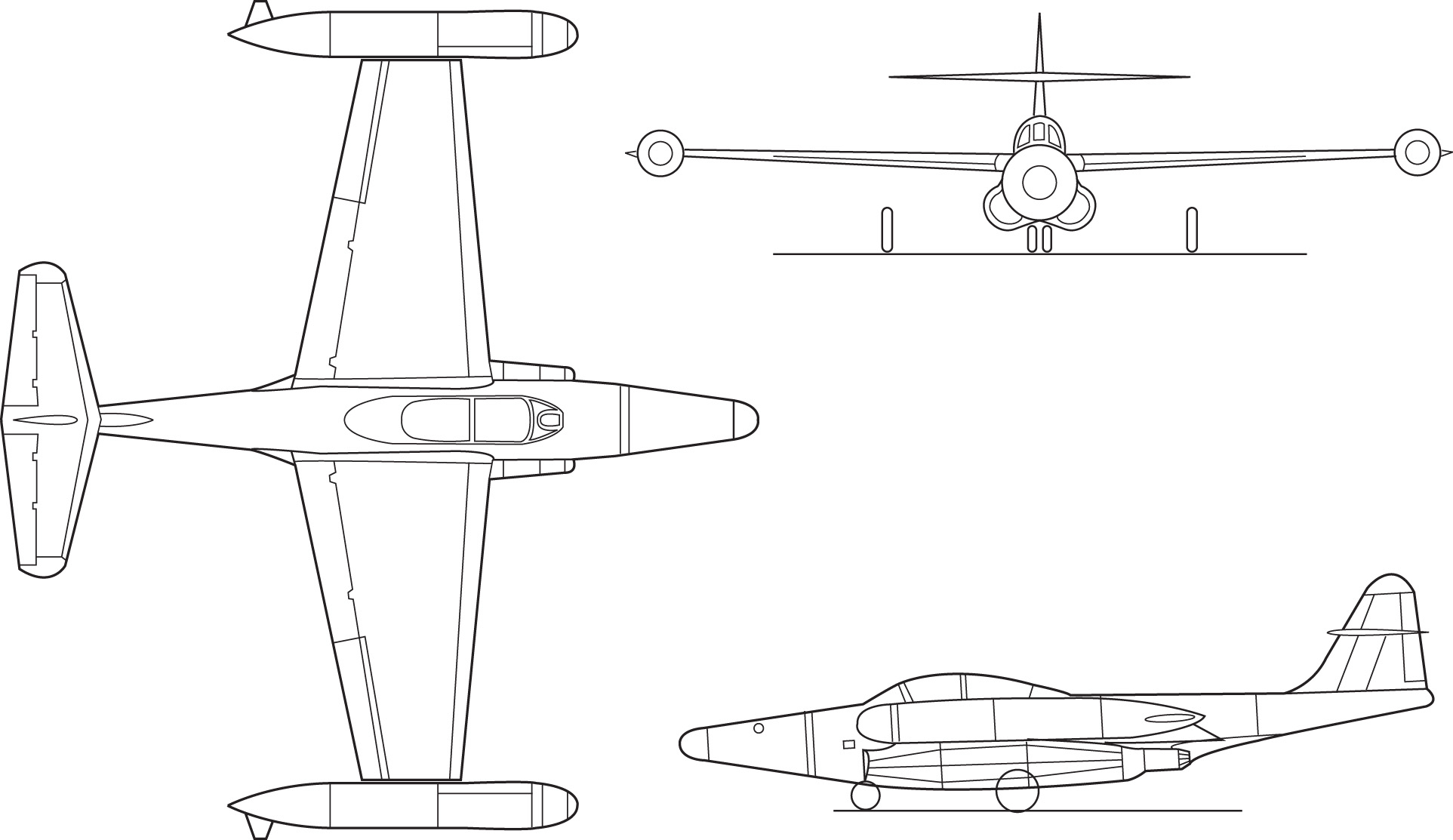
Nákres F-89

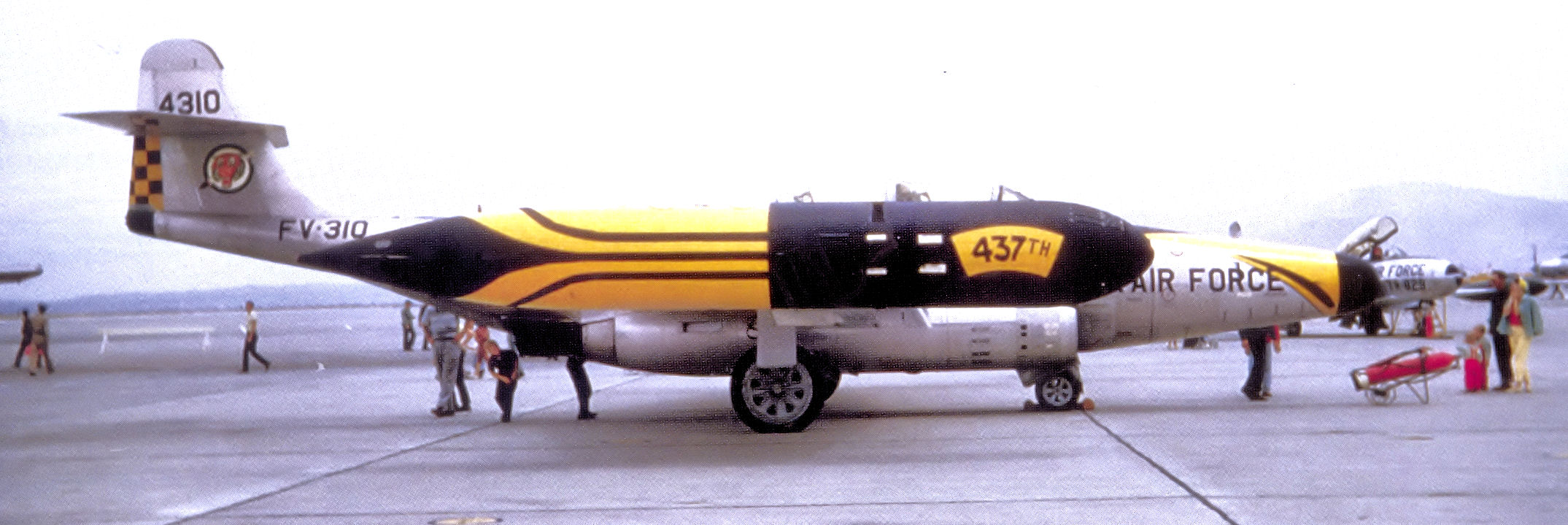
Northrop F-89H-1-NO Scorpion (54-310), 1956

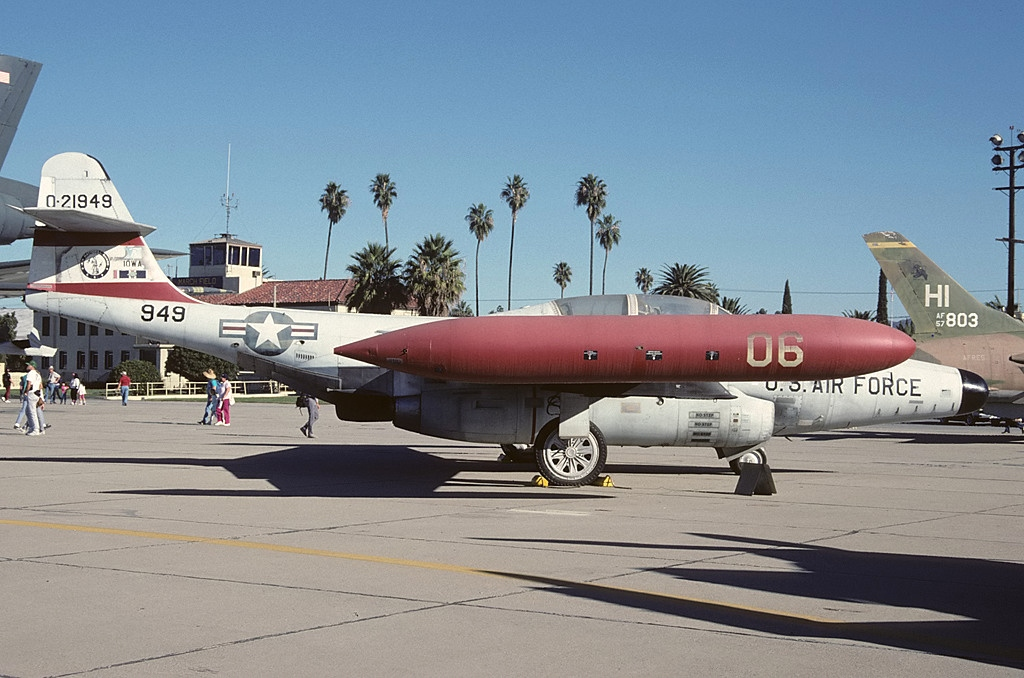
Northrop F-89J Scorpion

### Technické údaje
- Osádka: 2
- Rozpětí: 18,4 m
- Délka: 16,4 m
- Výška: 5,3 m
- Nosná plocha: 56,3 m²
- Hmotnost prázdného letounu: 11 000 kg
- Vzletová hmotnost: 19 200 kg
- Max. vzletová hmotnost: 21 200 kg
- Pohonná jednotka: 2 × turbokompresorový proudový motor Allison J35-A-35A
  - Tah motoru: 2540 kp (24,91 kN)
  - — s přídavným spalováním: 3356 kp (32,92 kN)

### Výkony
- Maximální rychlost: 1020 km/h
- Dostup: 15 000 m
- Stoupavost: 42,5 m/s
- Dolet: 2200 km

### Výzbroj
- - 6× kanón M24 ráže 20 mm
  - 104× 70mm neřízené střely FFAR Mighty Mouse
  - 16× 127mm neřízené střely HVAR
  - Neřízená protiletecká střela s jadernou hlavicí Douglas AIR-2 Genie
  - Pumy do hmotnosti 1451 kg